# Epes (Alabama)
Epes ist ein Ort im Sumter County, Alabama, USA. Die Gesamtfläche des Ortes beträgt 5,0 km². 2020 hatte Epes 272 Einwohner.

## Demographie
Bei der Volkszählung aus dem Jahr 2000 hatte Epes 206 Einwohner, die sich auf 80 Haushalte und 46 Familien verteilten. Die Bevölkerungsdichte betrug somit 41,4 Einwohner/km². 83,98 % der Bevölkerung waren afroamerikanisch, 15,53 % weiß. In 30 % der Haushalte lebten Kinder unter 18 Jahren. Das Durchschnittseinkommen betrug 25.625 Dollar pro Haushalt, wobei 25 % der Bevölkerung unterhalb der Armutsgrenze lebten.

## Persönlichkeiten
- Carol Forman (1918–1997), Schauspielerin